# Ardore
Ardore is een gemeente in de Italiaanse provincie Reggio Calabria (regio Calabrië) en telt 4822 inwoners (31-12-2004). De oppervlakte bedraagt 32,7 km², de bevolkingsdichtheid is 151 inwoners per km².

## Demografie
Ardore telt ongeveer 1874 huishoudens. Het aantal inwoners daalde in de periode 1991-2001 met 4,3% volgens cijfers uit de tienjaarlijkse volkstellingen van ISTAT.
| Jaar | Inwoneraantal |
| ---- | ------------- |
| 1991 | 5037          |
| 2001 | 4820          |

## Geografie
Ardore grenst aan de volgende gemeenten: Benestare, Bovalino, Ciminà, Platì, Sant'Ilario dello Ionio.
Africo · Agnana Calabra · Anoia · Antonimina · Ardore · Bagaladi · Bagnara Calabra · Benestare · Bianco · Bivongi · Bova · Bova Marina · Bovalino · Brancaleone · Bruzzano Zeffirio · Calanna · Camini · Campo Calabro · Candidoni · Canolo · Caraffa del Bianco · Cardeto · Careri · Casignana · Caulonia · Ciminà · Cinquefrondi · Cittanova · Condofuri · Cosoleto · Delianuova · Feroleto della Chiesa · Ferruzzano · Fiumara · Galatro · Gerace · Giffone · Gioia Tauro · Gioiosa Ionica · Grotteria · Laganadi · Laureana di Borrello · Locri · Mammola · Marina di Gioiosa Ionica · Maropati · Martone · Melicucco · Melicuccà · Melito di Porto Salvo · Molochio · Monasterace · Montebello Ionico · Motta San Giovanni · Oppido Mamertina · Palizzi · Palmi · Pazzano · Placanica · Platì · Polistena · Portigliola · Reggio Calabria · Riace · Rizziconi · Roccaforte del Greco · Roccella Ionica · Roghudi · Rosarno · Samo · San Ferdinando · San Giorgio Morgeto · San Giovanni di Gerace · San Lorenzo · San Luca · San Pietro di Caridà · San Procopio · San Roberto · Sant'Agata del Bianco · Sant'Alessio in Aspromonte · Sant'Eufemia d'Aspromonte · Sant'Ilario dello Ionio · Santa Cristina d'Aspromonte · Santo Stefano in Aspromonte · Scido · Scilla · Seminara · Serrata · Siderno · Sinopoli · Staiti · Stignano · Stilo · Taurianova · Terranova Sappo Minulio · Varapodio · Villa San Giovanni
1. ↑  https://demo.istat.it/?l=it.